# Talbragarfloden
Talbragarfloden är en flod i New South Wales, Australien.  Den börjar på västersidan om bergskedjan Liverpool Range vid närheten av byn Cassilis och rinner sedan västerut och förbinder sig med  Macquariefloden, nära Dubbo. 
Den första bron över Talbragarfloden byggdes under 1850-talet vid Dunedoo, av Thomas New.

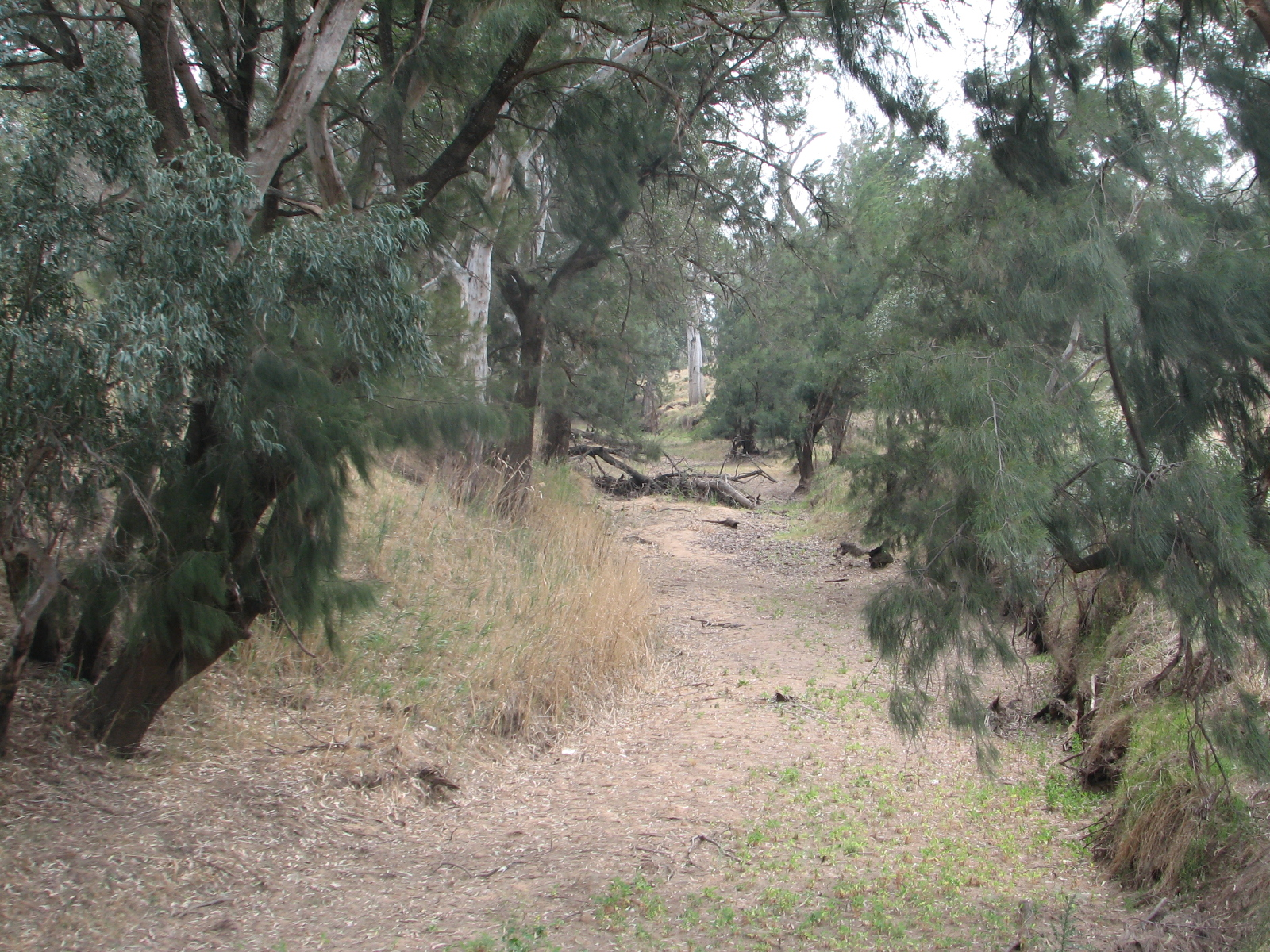
Talbragarfloden var översvämmad ungefär en månad efter denna bilden togs i coborra